# Hebe chathamica
Hebe chathamica é uma espécie de planta do gênero Hebe.